# Kimer, I klokker!
Kimer, I klokker! er en dansk julesalme med tekst af N.F.S. Grundtvig og melodi af Henrik Rung.

## Tekst
Grundtvigs tekst er dateret til 1856.
Den har tre strofer.
Alle tres sidste verselinje lyder:  "Æren er Guds i det høje!"
Rimmønstret er AAbbc.
Det første ord, "Kimer", er i udsagnsordets nu forældede flertalsbydeform og er en opfordring til kirkeklokkerne (I) til at kime.
Kimer, I klokker! ja, kimer før dag i det dunkle!

Tindrer, I stjerner, som englenes øjne kan funkle!

Fred kom til jord,

Himmelens fred med Guds Ord.

Æren er Guds i det høje!
Julen er kommet med solhverv for hjerterne bange,

jul med Guds-barnet i svøb, under englenes sange,

kommer fra Gud,

bringer os glædskabens bud.

Æren er Guds i det høje!
I en salmebog fra 1919 ses tredjes strofes "danser" ændret til "leger, så første verselinje bliver "Synger og leger, og klapper i eders Smaahænder".
Synger og danser og klapper i eders småhænder,

menneskebørnene alle til jorderigs ender!

Født er i dag

barnet til Guds velbehag.

Æren er Guds i det høje!
Christian Hostrup lod sig inspirer til digtet "Ved N. F. S. Grundtvigs Jordefærd". 
Her lyder første linjer "Kimer, I Klokker! nu sluktes en Sol over Mulde".

## Melodi
Den gængse melodi er af Henrik Rung og dateret til 1857, året efter tekstens år.
Lobe den Herren har dog også været angivet som mulig melodi til salmen.
Arthur Arnholtz har kaldt salmen et rent stemningsstykke, og nævner i samme forbindelse Grundtvig-Rung-salmen Kirkeklokke.

## Udgivelser
Grundtvigs digt blev udgivet første gang den 15. juni 1856 i Dansk Kirketidende.
Sangen er nummer 100 i 2003-udgaven af Den Danske Salmebog. Her er den trykt i afsnittet med julesalmer: "Troen på Guds Søn - Jesu fødsel".
I Skolesangbog fra 1911 er det fulde digt med og som melodi henvises til Rung.
Et klaverarrangement i d-dur finder man som den anden sang i Wilhelm Hansens sangbog Julens Melodier.
Denne udgave har et 12-takters forspil og et mindre efterspil.
Kimer, I klokker! er en af seks Grundtvig-salme i den svenske salmebog.

## Indspilninger
Kimer, I klokker! er indsunget af Povl Dissing, Ann-Mette Elten og Kim Larsen & Kjukken og af flere danske kor som Ars Nova og DR PigeKoret.
Michala Petri har også indspillet den.